# Vaso Čubrilović
Prof. Dr. Vaso Čubrilović (v srbské cyrilici Васо Чубриловић, 14. ledna 1897, Bosanska Gradiška – 11. června 1990 Bělehrad) byl srbský student, který se účastnil atentátu na Františka Ferdinanda, později akademik, historik a kritik poměrů v Srbsku, potažmo Jugoslávii.
V době atentátu na následníka rakousko-uherského trůnu mu bylo teprve 17 let, a tak i přesto, že byl souzen, nemohl nad ním být vynesen trest smrti. V meziválečném období vystudoval historii na Bělehradské univerzitě. Spolu s několika dalšími akademiky založil v srbské metropoli organizaci Srbský kulturní klub, která byla později považována za klíčové nacionalistické sdružení.
Před koncem druhé světové války sepsal memorandum s názvem "Problém menšin v nové Jugoslávii", ve které požadoval odsunutí všech menšin (především Maďarů a Albánců; ale také Italů, Němců, Rumunů) z území státu. Čubrilović však nepřišel s novými myšlenkami, neboť zájem o vysídlení menšin demonstroval již nedlouho po vzniku Srbského kulturního klubu, a to v roce 1937, v textu "Vyhnání Albánců" (Isterivanje Arnauta). Roku 1945 vstoupil do Komunistické strany Jugoslávie. V dočasné jugoslávské vládě zastával pozici ministra zemědělství 1945-46, později se stal ministrem lesnictví v letech 1946-50. Po osvobození Bělehradu byl děkanem filozofické fakulty Bělehradské univerzity, později tam také přednášel na oboru historie. Roku 1970 založil Balkanologický institut.
Zemřel v roce 1990 v Bělehradě, jako poslední účastník atentátu na Františka Ferdinanda.